# 윤진철
윤진철(1965년 ~ )은 대한민국의 국악인으로, 국가무형문화재 제5호 판소리 및 고법이수자이자 국가무형문화재 제5호 판소리(적벽가) 예능보유자다.

## 방송
- 新얼씨구학당
- 우리가락 우리문화 (2010) - 진행
- 한민족의 소리 : the NEXT LEVEL (2023) - 심사위원

## 음반
- 윤진철의 보성소리 적벽가 (2011)
- 답설(踏雪)-윤진철 판소리 눈대목- (2020)

## 공연
- 판소리다섯바탕 윤진철/적벽가(강산제 보성소리) - 전주 (2021)
- 광주시립국악관현악단 제 134회 정기연주회 '평화를 향한 역동과 진혼' (2023)

## 경력
- 전남대학교 예술대학 국악과 겸임교수

## 수상
- 제3회 서암전통문화대상 (2013)
- KBS 국악대상 (2005)
- 한국방송대상 국악인상 (1998)
- 제24회 전주대사습놀이 전국대회 판소리부분 장원 (1998)